# NGC 4536
NGC 4536 (również PGC 41823 lub UGC 7732) – galaktyka spiralna z poprzeczką (SBbc), znajdująca się w gwiazdozbiorze Panny w odległości około 48 milionów lat świetlnych. Odkrył ją William Herschel 24 stycznia 1784 roku. Należy do gromady w Pannie.
W galaktyce tej zaobserwowano supernową SN 1981B.